# Квідзин (гміна)
Гміна Квідзин (пол. Gmina Kwidzyn) — сільська гміна у північній Польщі. Належить до Квідзинського повіту Поморського воєводства.
Станом на 31 грудня 2011 у гміні проживало 11037 осіб.

## Територія
Згідно з даними за 2007 рік площа гміни становила 207.25 км², у тому числі:
- орні землі: 67.00%
- ліси: 20.00%

Таким чином, площа гміни становить 24.83% площі повіту.

## Населення
Станом на 31 грудня 2011:
| Опис     | Загалом | Загалом | Чоловіки | Чоловіки | Жінки | Жінки |
| -------- | ------- | ------- | -------- | -------- | ----- | ----- |
| одиниця  | осіб    | %       | осіб     | %        | осіб  | %     |
| все      | 11037   | 100     | 5624     | 50.96    | 5413  | 49.04 |
| міське   | 0       | 100     | 0        |          | 0     |       |
| сільське | 11037   | 100     | 5624     | 50.96    | 5413  | 49.04 |

## Сусідні гміни
Гміна Квідзин межує з такими гмінами: Ґардея, Ґнев, Квідзин, Прабути, Риєво, Садлінкі.